# Odile Buisson
Pour les articles homonymes, voir Buisson.
Odile Buisson, née le 10 mars 1956 à Malo-les-Bains  est une gynécologue et obstétricienne française. Elle a mené notamment des recherches, avec Pierre Foldes, permettant de mieux comprendre les mécanismes physiologiques du plaisir sexuel féminin.

## Parcours
Odile Buisson est née en 1956 d'un père agent de maîtrise dans une raffinerie de pétrole, et délégué CFDT, et d'une mère au foyer. Elle passe une bonne partie de son adolescence à Saint-Nazaire, puis effectue des études de médecine. Elle choisit la gynécologie comme spécialité.
En 2004, elle rencontre le chirurgien Pierre Foldès, qui dans le cadre de ses recherches sur les réparations du clitoris, lui propose de réaliser une série d'échographies en 3D de coït, avec des femmes et des couples volontaires. Cette étude, qui constitue une première mondiale, permet de repérer une zone du corps du clitoris qui se moule sur la partie postérieure du vagin et du pénis lors d'un rapport sexuel, et  montre également la turgescence des bulbes vestibulaires entourant l'entrée du vagin. Ces analyses, publiées dans la revue The Journal of Sexual Medicine en avril 2009, confirment la réalité du point G (même si Odile Buisson préfère le terme de « zone G », car « il s’agit avant tout d’une fonction, d’une dynamique d’organes »). Dans un ouvrage davantage destiné au grand public et paru en 2011, Qui a peur du point G ?, Odile Buisson et Pierre Foldès décrivent leurs résultats, apportant une meilleure connaissance du plaisir féminin et de l'érection féminine. Et ils détaillent également les blocages auxquels ils ont dû faire face pour mener à bien ces recherches, ainsi que le retard en France d'une médecine sexuelle spécifique aux femmes.
Ces travaux sont accueillis diversement dans la communauté médicale. « Les médecins n'ont pas lu son livre sur le clitoris », commente le gynécologue obstétricien français, et professeur des universités, Israël Nisand, « ils considèrent cela comme du travail subalterne. Mais elle s'en fout, elle n'est pas là pour chercher des honneurs et ça l'amuse follement de les voir se pincer le nez ! ».
Dans un autre ouvrage, Sale temps pour les femmes, paru en 2013, Odile Buisson s'inquiète des effets conjugués de la libéralisation économique excessive du secteur médical (imposant à l'hôpital d'être une entreprise rentable), de la crise de confiance dont souffre de plus en plus la médecine scientifique et des excès, selon elle, d'un certain «retour à la nature», reprenant également des thèmes qu'elle avait abordé dans des tribunes du journal Le Monde, sur la nécessité de sauvegarder les avancées réalisées ces dernières décennies en gynécologie ainsi que le réseau de spécialistes existant en France,.
Elle est signataire de la tribune « 100 femmes pour une autre parole » parue le 9 janvier 2018 dans le journal Le Monde aux côtés notamment des actrices Catherine Deneuve et Brigitte Lahaie, et des journalistes Peggy Sastre et Elisabeth Levy. Cette tribune défend la « liberté d'importuner », en réaction à la vague de dénonciations d'agressions et de harcèlement sexuel qui a suivi l'affaire Weinstein à l'automne 2017.

## Publications
- Notices d'autorité :   - VIAF
  - ISNI
  - BnF (données)
  - IdRef
  - LCCN
  - WorldCat
- (en) Odile Buisson et Pierre Foldes, « Reviews: The Clitoral Complex: a Dynamic Sonographic Study », The Journal of Sexual Medicine, vol. 6, no 5,‎ 27 avril 2009, p. 1223–1231 (ISSN 1743-6109, PMID 19453931, DOI 10.1111/j.1743-6109.2009.01231.x, lire en ligne).
- « Dépistage prénatal : Les marchands de risques, par Alexandra Benachi, Roland Gori, Odile Buisson... », Le Monde,‎ 25 novembre 2009 (lire en ligne).
- Odile Buisson et Pierre Foldès (préf. Israël Nisand), Qui a peur du point G ? : le Plaisir féminin, une angoisse masculine, Paris, Jean-Claude Gawsewitch Éditeur, 2011, 256 p. (ISBN 978-2-35013-257-0).
- Odile Buisson, « La disparition annoncée des gynécologues et des généralistes de la santé génésique », Le Monde,‎ 29 mars 2012 (lire en ligne).
- Odile Buisson, Sale temps pour les femmes : futures mères, si vous saviez !, Paris, Jean-Claude Gawsewitch Éditeur, 2013, 280 p. (ISBN 978-2-35013-390-4).

### Sources
- Gaëlle Rolin, « Cachez ce clitoris … », Le Figaro,‎ 22 février 2011 (lire en ligne).
- Martine Laronche, « A la source du plaisir féminin », Le Monde,‎ 19 juin 2011.
- Peggy Sastre, « Faut-il avoir peur du point G ? Une rencontre avec Odile Buisson », Le Plus, le site participatif du Nouvel Observateur,‎ 11 septembre 2011 (lire en ligne).
- Peggy Sastre, « Les femmes et la médecine : vers un grand bond en arrière ? L'alarme d'Odile Buisson », Le Plus, le site participatif du Nouvel Observateur,‎ 6 mars 2013 (lire en ligne).
- Anne-Claire Genthialon, « Odile Buisson, le point G…ynéco », Libération,‎ 30 mars 2013 (lire en ligne)
- Florent Schoumacher, « Odile Buisson, Sale temps pour les femmes », Dissidences,‎ mars 2013 (lire en ligne).

### Filmographie
- Odile Buisson, Conférence ENS les ERNEST 07 06 2014 Le point G et l'orgasme [F 1]